# جلجلات
جلجلات (عربی: رعد و برق) گروه سنی اسلامی مسلح در نوار غزه است که از القاعده الهام می‌گیرد. در سپتامبر ۲۰۰۹، این سازمان فاش کرد که برای ترور رئیس جمهور سابق آمریکا جیمی کارتر و نماینده گروه چهار جانبه شرق میانه تونی بلر تلاش کرده بود. این سازمان آشکارا از حماس انتقاد کرده است. در مصاحبه ای با روزنامه فلسطینی الایام، سرکردهٔ این سازمان طالب حماس را محکوم و ادعا کرد که حماس از گروه‌های سلفی مانند گروه خود برای مبارزه با اسرائیل سوء استفاده می‌کند.